# Jacques Rupnik
Jacques Rupnik (* 21. listopadu 1950 Praha) je francouzský politolog a historik, který se zabývá střední a východní Evropou.

## Biografie
Narodil se francouzské matce a slovinskému otci v Praze, kde žil až do svých 15 let.
Vystudoval historii a politologii na Sorboně v Paříži a na Harvardově univerzitě v USA. V letech 1974–1975 výzkumný pracovník Ruského výzkumného centra na Harvardově univerzitě a v letech 1977–1982 pracoval jako odborník na východní Evropu pro BBC World Service v Londýně. Po roce 1977 začal také spolupracovat s Pavlem Tigridem a časopisem Svědectví. Od roku 1982 působil jako profesor na Institutu politických studií v Paříži. 
V letech 1990–1992 pracoval jako poradce prezidenta Václava Havla. V době 1995–1996 zastával funkci výkonného ředitele Mezinárodní komise pro Balkán při Carnegie Endowment for International Peace. V letech 1999–2000 byl členem Nezávislé mezinárodní komise pro Kosovo. V současnosti je profesorem na College of Europe v Bruggách (Belgie) a ředitelem výzkumu na Fondation des Sciences Politiques v Paříži. Od roku 1998 je externím členem Institutu mezinárodních studií Fakulty sociálních věd Univerzity Karlovy v Praze. Spolupracuje též s Ostravskou univerzitou.

## Dílo
- RUPNIK, Jacques. Jiná Evropa. Překlad Adriena Borovičková. Praha: Prostor, 1992. 352 s. ISBN 80-85190-17-6.
- RUPNIK, Jacques. Dějiny Komunistické strany Československa : od počátků do převzetí moci. Překlad Helena Beguivinová. Praha: Academia, 2002. ISBN 80-200-0957-4.
- RUPNIK, Jacques; HVÍŽĎALA, Karel. Rozhovor s Karlem Hvížďalou. [s.l.]: Portál, 2009. 280 s. ISBN 978-80-7367-458-8.
- RUPNIK, Jacques. Příliš brzy unavená demokracie. [s.l.]: Portál, 2009. 280 s.
- RUPNIK, Jacques. Střední Evropa je jako pták s očima vzadu: o české minulosti a přítomnosti. [s.l.]: Novela bohemica, 2018. ISBN 978-80-876-8390-3.

- Jiná Evropa (The Other Europe), 1988, šestidílný televizní dokumentární seriál

## Ocenění
Jeho kniha " Střední Evropa je jako pták s očima vzadu" získala ocenění Magnesia Litera 2019 v kategorii publicistika.